# Friedrich Guggenberger
Friedrich Guggenberger (Múnich, Imperio Alemán, 6 de marzo de 1915 - Bosque de Erlenbach am Main, Baviera, 13 de mayo de 1988) fue un Comandante de U-Boots alemán, operativo durante la Segunda Guerra Mundial. Llegó a hundir hasta 17 navíos, incluido el portaaviones británico HMS Ark Royal en noviembre de 1941. Después de la guerra, Guggenberger pasó a ser Jefe Adjunto de Estado Mayor del mando AFNORTH de la OTAN, donde alcanzó el empleo de contraalmirante.

## Biografía

### Primeros años
Guggenberger nació en Múnich el 6 de marzo de 1915. Había entrado en la Kriegsmarine en 1934, siendo transferido al destacamento de submarinos en octubre de 1939, poco después del estallido de la Segunda Guerra Mundial. Fue asignado al U-28, donde sirvió bajo las órdenes de Günther Kuhnke. Guggenberger tomó el relevo de Kuhnke durante unos meses, siendo condecorado con la Cruz de Hierro por su buena labor en el campo de batalla el 23 de marzo de 1940.

### U-81
Después de su sensacional actuación al mando del U-28, Guggenberger recibió la oportunidad de comandar de U-81, uniéndose a la tripulación el 26 de abril de 1941. Realizó tres patrullas en el Atlántico, encontrándose con varios navíos enemigos, los cuales consiguió hundir fácilmente. El 1 de septiembre ascendió al grado de Kapitänleutnant. A continuación, se le ordenó avanzar al Mediterráneo para proteger el U-boat Flotilla. Su primer intento falló cuando, tratando de forzar el Estrecho de Gibraltar, el U-81 fue descubierto por aviones de la RAF que atacaron al submarino, causando graves daños.
El U-81 se retiró a Brest, donde fue reparado, y Guggenberger fue galardonado con la Cruz de Hierro de 1ª Clase el 9 de septiembre de ese mismo año. El U-81 navegó de nuevo para tratar de entrar en el Mediterráneo en noviembre de 1941. Mientras se reunían con las naves de la Fuerza H, las cuales volvían de Gibraltar, Guggenberger fue capaz de atacar el portaaviones HMS Ark Royal, golpeándolo en el centro con un solo torpedo. A pesar de los intentos por parte de los británicos de salvar el Ark Royal, este tuvo que ser abandonado, hundiéndose al día siguiente. Guggenberger fue galardonado con la Cruz de Caballero el 10 de diciembre, entregada por el mismísimo Adolf Hitler.

### U-513 y captura
Guggenberger se fue del U-81 el 24 de diciembre de 1942, siendo reemplazado por Johann-Otto Krieg. Se encargó de supervisar la puesta en servicio del U-847, pero no lo llegó a utilizar en ninguna patrulla de guerra. Luego se unió al personal del almirante Karl Dönitz por tres meses. Regresó de vuelta al mar en marzo de 1943 al mando de U-513. Después de hundir cuatro barcos en las costas brasileñas y dañando un quinto, el U-513 fue hundido el 19 de julio de 1943 por cargas de profundidad de un PBM Mariner americano que patrullaba la costa de Brasil. Guggenberger era uno de los siete supervivientes. Gravemente herido, él y los demás pasaron un día a bordo de un bote salvavidas antes de ser recogidos por un barco estadounidense, el USS Barnegat. Guggenberger fue operado y luego hospitalizado por un período en un hospital de Fort Hunt el 25 de septiembre de 1943, antes de ser llevado al Campo de prisioneros de guerra de Crossville ese mismo mes. A finales de enero de 1944 Guggenberger había sido trasladado a otro campamento cerca de Phoenix, en Arizona.

### Fuga
Guggenberger se reunió con otros cuatro comandantes de U-boots y el 12 de febrero de 1944 se escaparon del campamento. Guggenberger viajó junto a August Maus, pero ellos fueron recapturados en Tucson. Volvió a escaparse, esta vez con otros 25 prisioneros de guerra en la noche del 23 al 24 de diciembre del mismo año. Esta vez viajó con Jürgen Quiet-Haslem y logró cruzar la frontera con México antes de que fueran atrapados el 6 de enero de 1945. Después de esas dos evasiones, Guggenberger fue trasladado al Campo Shanks en Nueva York en febrero de 1946, y luego fue repatriado a Alemania. Estuvo recluido en una prisión británica cerca de Münster, antes de ser liberado en agosto.

### Muerte
El 16 de noviembre de 1940 Guggenberger contrajo matrimonio con Lieselotte Fischer. El matrimonio tuvo cuatro hijos: dos hijas gemelas llamadas Anna y Eva nacidas en 1948; Elke, nacida en 1952; y un único hijo varón; Dieter, nacido en 1960.
Tras terminar la Segunda Guerra Mundial, Guggenberger se convirtió en un arquitecto, antes de reincorporarse a la Deutsche Marine en 1956. Se convirtió en el Jefe Adjunto del Estado Mayor de la OTAN (Organización del Tratado del Atlántico Norte) y de la AFNORTH (Allied Forces Northern Europe), y sirvió allí durante cuatro años, hasta retirarse en octubre de 1972, con el empleo de contraalmirante. 
La mañana del 13 de mayo de 1988, Guggenberger salió de su casa para dar un paseo matutino por el bosque, pero nunca regresó. Su cuerpo fue encontrado dos años después. Las circunstancias que rodean su muerte siguen siendo un misterio.